# Epidendrum pulchrum
Epidendrum pulchrum là một loài thực vật có hoa trong họ Lan. Loài này được (Schltr.) Hágsater & Dodson mô tả khoa học đầu tiên năm 1992.